# HD 62758
HD 62758，又名CP-58 967，SAO 235430、HR 3006，是一颗恒星，视星等为6.43，位于銀經270.91，銀緯-16.72，其B1900.0坐标为赤經7h 40m 20.2s，赤緯-58° -16.72′ 35″。